# Rufoclanis
Rufoclanis is een geslacht van vlinders uit de onderfamilie Smerinthinae van de familie pijlstaarten (Sphingidae).

## Soorten
- Rufoclanis erlangeri (Rothschild & Jordan, 1903)
- Rufoclanis fulgurans (Rothschild & Jordan, 1903)
- Rufoclanis jansei (Vari, 1964)
- Rufoclanis maccleeryi Carcasson, 1968
- Rufoclanis numosae (Wallengren, 1860)
- Rufoclanis rosea (Druce, 1882)